# Менетрю-ле-Віньобль
Менетрю́-ле-Віньо́бль (фр. Menétru-le-Vignoble) — муніципалітет у Франції, у регіоні Бургундія-Франш-Конте, департамент Жура. Населення — 162 особи (01.01.2021).
Муніципалітет розташований на відстані близько 340 км на південний схід від Парижа, 65 км на південний захід від Безансона, 12 км на північний схід від Лонс-ле-Соньє.

## Історія
У 1956-2015 роках муніципалітет перебував у складі регіону Франш-Конте. Від 1 січня 2016 року належить до нового об'єднаного регіону Бургундія-Франш-Конте.

## Демографія
Динаміка населення (Insee ):
Розподіл населення за віком та статтю (2006):
| Стать | Всього | До 15 років | 15-24 | 25-44 | 45-64 | 65-85 | Понад 85 |
| --- | ------ | ----------- | ----- | ----- | ----- | ----- | -------- |
| Чоловіки | 72     | 12          | 8     | 12    | 36    | 4     | 0        |
| Жінки | 68     | 8           | 4     | 8     | 32    | 16    | 0        |
| \| Статево-вікова піраміда \| Статево-вікова піраміда \| Статево-вікова піраміда \| \| ----------------------- \| ----------------------- \| ----------------------- \| \| Чоловіки \| Вік \| Жінки \| \| 0 \| 85 + \| 0 \| \| 0 \| 80-84 \| 8 \| \| 4 \| 75-79 \| 0 \| \| 0 \| 70-74 \| 8 \| \| 0 \| 65-69 \| 0 \| \| 20 \| 60-64 \| 4 \| \| 4 \| 55-59 \| 20 \| \| 4 \| 50-54 \| 8 \| \| 8 \| 45-49 \| 0 \| \| 0 \| 40-44 \| 0 \| \| 12 \| 35-39 \| 8 \| \| 0 \| 30-34 \| 0 \| \| 0 \| 25-29 \| 0 \| \| 0 \| 20-24 \| 0 \| \| 8 \| 15-20 \| 4 \| \| 8 \| 10-14 \| 4 \| \| 4 \| 5-9 \| 4 \| \| 0 \| 0-4 \| 0 \| |        |             |       |       |       |       |          |
| Статево-вікова піраміда |        |             |       |       |       |       |          |
| Чоловіки | Вік    | Жінки       |       |       |       |       |          |
| 0 | 85 +   | 0           |       |       |       |       |          |
| 0 | 80-84  | 8           |       |       |       |       |          |
| 4 | 75-79  | 0           |       |       |       |       |          |
| 0 | 70-74  | 8           |       |       |       |       |          |
| 0 | 65-69  | 0           |       |       |       |       |          |
| 20 | 60-64  | 4           |       |       |       |       |          |
| 4 | 55-59  | 20          |       |       |       |       |          |
| 4 | 50-54  | 8           |       |       |       |       |          |
| 8 | 45-49  | 0           |       |       |       |       |          |
| 0 | 40-44  | 0           |       |       |       |       |          |
| 12 | 35-39  | 8           |       |       |       |       |          |
| 0 | 30-34  | 0           |       |       |       |       |          |
| 0 | 25-29  | 0           |       |       |       |       |          |
| 0 | 20-24  | 0           |       |       |       |       |          |
| 8 | 15-20  | 4           |       |       |       |       |          |
| 8 | 10-14  | 4           |       |       |       |       |          |
| 4 | 5-9    | 4           |       |       |       |       |          |
| 0 | 0-4    | 0           |       |       |       |       |          |

## Економіка
2010 року серед 101 особи працездатного віку (15—64 років) 78 були активними, 23 — неактивними (показник активності 77,2%, у 1999 році було 81,7%). З 78 активних мешканців працювало 76 осіб (40 чоловіків та 36 жінок), безробітними було 2 (0 чоловіків та 2 жінки). Серед 23 неактивних 5 осіб було учнями чи студентами, 9 — пенсіонерами, 9 були неактивними з інших причин.

У 2010 році в муніципалітеті числилось 65 оподаткованих домогосподарств, у яких проживали 151,0 особи, медіана доходів виносила 20 817 євро на одного особоспоживача